# Vanneau pie
Vanellus duvaucelii
Espèce
Statut de conservation UICN

 NT A3cde : Quasi menacé
Le Vanneau pie (Vanellus duvaucelii) est une espèce d'oiseaux limicoles de la famille des Charadriidae.
Son épithète spécifique est dédié à Alfred Duvaucel (1793-1824).
Son aire s'étend du nord-est du sous-continent indien à travers l'Indochine, en particulier le long du Mékong.

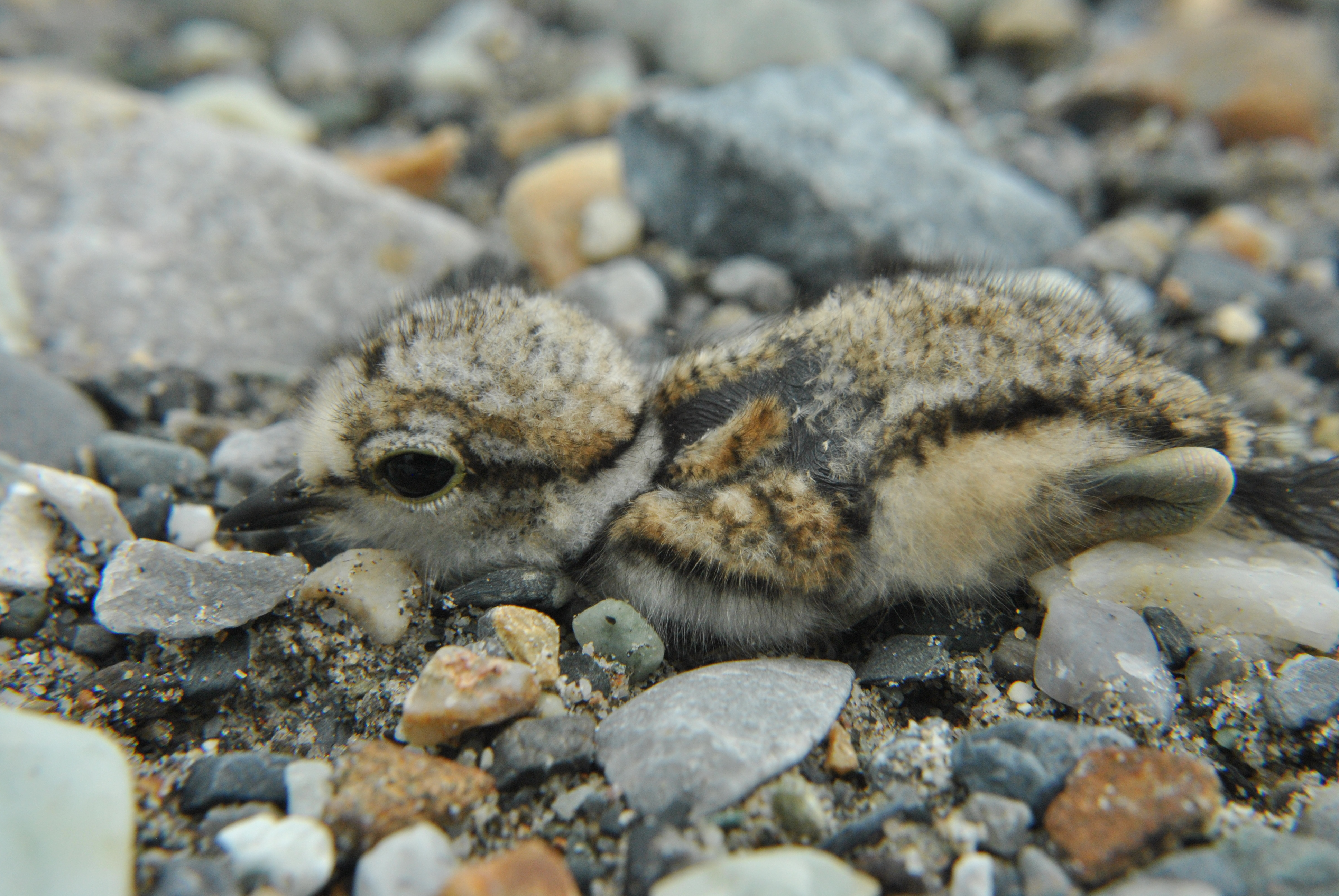
un poussin